# Shakina Nayfack
Shakina Nayfack (8 de diciembre de 1980) es una actriz y activista transgénero estadounidense. Es más notable por su papel regular como Lola, una "trans-verdadera", en la segunda y tercera temporada de la serie de televisión de Hulu Difficult People, en la que también fue consultora de escritura. En 2020, se convirtió en la primera persona trans en tener un papel protagónico en una serie cómica de una cadena principal, Connecting.

## Educación
Nayfack asistió a la Universidad de California en Santa Cruz, donde recibió una licenciatura en Estudios Comunitarios con especialización en Artes Teatrales, así como un Certificado de Posgrado en Artes Teatrales. Continuó con una Maestría en Bellas Artes en Coreografía Experimental y un Ph.D. en Estudios Críticos de Danza en la Universidad de California en Riverside.

## Carrera
Anteriormente apareció en el programa The Detour y en la película Death Drive del 2014.
Nayfack fue miembro fundadora y directora artística de Musical Theatre Factory de Nueva York, y su espectáculo unipersonal Manifest Pussy fue muy apreciado por la escena teatral de Manhattan. En 2016, llevó a Manifest Pussy de gira por Carolina del Norte en respuesta a HB2.
En 2015 recibió el Premio Lilly, que apoya a la mujer en el teatro y promueve la paridad de género en las producciones teatrales, en la categoría "haciendo milagros". Nayfack también recibió el Premio Humanitario TRU de Theatre Resources Unlimited (2016) y el Premio Beatrice Terry Fellowship de Drama League (2017).
Interpretó el papel de Ava en el final musical del 2019 del programa de Amazon Transparent, dirigido por Joey Soloway. Nayfack también se desempeñó como escritora y productora en el final.
Ella es la voz de Hana en el doblaje en inglés de Tokyo Godfathers.
Interpretó el papel de Ellis en Connecting... de NBC en 2020. Esto la convierte en la primera persona trans en tener un papel protagónico en una comedia de una cadena estadounidense.

## Vida personal
En 2013, Nayfack financió colectivamente su cirugía de reasignación de sexo a través de una campaña "Kickstart Her". Ella es judía. En junio de 2021, se declaró una persona no binaria y usa los pronombres "ella" y "elle".